# Trachytrema
Genre
Trachytrema est un genre d'araignées aranéomorphes de la famille des Trachycosmidae.

## Distribution
Les espèces de ce genre sont endémiques d'Australie. Elles se rencontrent au Queensland, en Nouvelle-Galles du Sud et en Australie-Occidentale.

## Description
Les mâles mesurent de 5 à 6 mm et les femelles de 6 à 7 mm.

## Liste des espèces
Selon World Spider Catalog (version 23.0, 24/01/2022) :
- Trachytrema castaneum Simon, 1909
- Trachytrema garnet Platnick, 2002

## Systématique et taxinomie
Ce genre a été décrit par Simon en 1909 dans les Drassidae. Il est placé dans les Trochanteriidae par Platnick en 2002 puis dans les Trachycosmidae par Azevedo, Bougie, Carboni, Hedin et Ramírez en 2022.

## Publication originale
- Simon, 1909 : « Araneae. 2e partie. » Die Fauna Sudwest-Australiens, vol. 2, no 13, p. 152-212 (texte intégral).